# 草野よしひろ
草野 よしひろ（くさの よしひろ、1970年9月22日 - ）は、日本のギタリスト、作曲家、編曲家。東京都出身。メロネスト所属。

## 経歴
大学在学時より数多くのアマチュアバンドに参加し、後にライブサポート、レコーディングなどに携わる。 現在は作曲、編曲活動を始め、ギタリストとして ジャンルを問わず活動している。ギターサウンドを中心としたアレンジを得意とし、ロックテイストはもちろんキャッチーなポップスやダンスサウンドまでも幅広くこなしている。

## 楽曲を提供した主な作品
- 「BROTHERS CONFLICT」キャラクターソング コンセプトミニアルバム1 オ・ト・ナ』「獣耳戦隊ミミレンジャー!」（作編曲）
- 「弱虫ペダル」キャラクターソングCD VOL.2』「Top of Tops!」（編曲）
- 『「ロウきゅーぶ！SS」Character Songs』「チョーゼツよくできました◎」（編曲）
- 結香 Single『うつろい』「うつろい」（作編曲）
- 『「あいうら」CHARACTER SONG "い"』「DoDonがドンっ♪」（編曲）
- あいうらぶ Single『いちごいちえ』「あかさたナンバーワン☆」（編曲）
- 『Accel World REGION RECORDS 2』「Nonfiction!」（編曲）
- YURI*KARI Single『君と二人』「君と二人」「春の嵐」（編曲）
- Funta Album『funta-stic!!』「レッツラブ～でいきましょう♪」（編曲）
- AKB48
  - TeamB 3rd Stage『パジャマドライブ』「純情主義」（作曲）
  - TeamK 3rd Stage『脳内パラダイス』「シアター・パイレーツ」（作編曲）
  - Single『根も葉もRumor』「西高東低」（編曲）
- SKE48 teamS Album『手をつなぎながら』「僕らの風」（編曲）
- NMB48 Album『てっぺんとったんで！』「アーモンドクロワッサン計画」（作曲）
- STU48 新公演『花は誰のもの?』「そして人間は無力と思い知る」（編曲）
- Himawari-gumi 2nd Stage『夢を死なせるわけにいかない』「Confession」（編曲）
- 私立恵比寿中学BD『ファーストコンサート じゃあ*ベストテン』「神様の言うとおり」（編曲）
- うぽって!! Special Album 青錆学園放送部
  - 『ウチは認めんで!』篇「Sister U」（編曲）
  - 『今の銃声は何やろうか?』篇「GIRLSSHIP」（編曲）
- ゆるゆり♪♪みゅ～じっく04 『Eかげん☆YUIかげん』「TON!TON!TON!」（編曲）
- 『織田信奈の野望』OP主題歌「Link」(愛美)（編曲）
- sweet ARMS single『I.N.G.』「恋愛バトルライン」（編曲）
- Tokyo Cheer2 Party single『RISE』「Love Magic」（作曲）
- 喜多修平 Album『ユメノキセキ』「CROW's SKY」（編曲）
- 吉川友 Album『One for YOU!』「Time to zone」（共作曲）
- 光岡昌美 Album『PAST TRUNK』「inter face」「TRICK」（作編曲）
- ON/OFF Album『Legend Of Twins II -続*双子伝説-』「クリスマスキャロルの頃には」（編曲）
- 『THE IDOLM@STER ANIM@TION MASTER 04 CHANGE!!!!』「今 スタート!」（編曲）
- 『ゆるゆり』ゆるゆりのうたシリーズ♪
  - 「まるごと!」（編曲）
  - 「お願い Catch me」（編曲）
- 『ロウきゅーぶ!』Character Songs 03「Canペキしなきゃ！」（編曲）
- PEACEFUL Single『START!!』「START!!」（作編曲）
- アニメ『星空へ架かる橋』キャラクターソングアルバム
  - 「星空へ続く道も」（編曲）
  - 「Mighty Girl パワーde☆」（編曲）
- 七森中☆ごらく部 Single『マイペースでいきましょう』「Precious Friends」（編曲）
- Mizca Single『らふぃおら』「Delightfully」（編曲）
- 『聖Smiley学園 ～Ver.文系～ Vol.2』
  - 「Here we go!」（作編曲）
  - 「777」（作編曲）
- 中島愛 Single『If』「If」「Ready Go!」（編曲）
- アニメ『FAIRY TAIL』キャラクターソングアルバム「Wings of Liberty」（作編曲）
- 『THE IDOLM@STER MASTER ARTIST 2-SECOND SEASON- 02 双海亜美』「YOU往MY進！」（編曲）
- アニメ『星空へ架かる橋』 ED主題歌「だっしゅどシンデレラ」（編曲）
- アニメ『もっとToLOVEる』Music CD2「ごめん！からまっちゃっTail」（編曲）
- Doki Doki★ドリームキャンパス 「ぴんぽんダッシュ」（作編曲）
- 『聖Smiley学園 ～Ver.文系～ Vol.1』「Rainbow*2」（作編曲）
- 『聖Smiley学園 ～Ver.理系～ Vol.1』
  - 「君と明日へ」（作曲）（共編曲）
  - 「LEVEL ∞infinity」（作編曲）
- 『ストライクウィッチーズ スターライトストリーム』「Endless Chat～アルヨルノオハナシ～」（編曲）
- Orange blossom「星に願いを」（編曲）/草野よしひろ
- 高島南高校こえごとがーるず 「くちびるチャック」（編曲）
- 『そらのおとしものｆ』OP主題歌「ハートの確率」（編曲）
- 劇団ヘロヘロQカムパニーDVD『電波ヒーロー～夢みるチカラ～FINAL』「ミラクルZのうた」（編曲）
- 『真*恋姫†無双 歌将大乱』
  - 「ダイジョウブ!」（編曲）
  - 「夢うつつ」（編曲）
  - 「わたしたちふたり×あなただけひとり」（編曲）
- 『THE IDOLM@STER MASTER SPECIAL SPRING』「笑って!」（編曲）
- 『ストライクウィッチーズ』ゲーム主題歌「private wing」（編曲）
- 『そらのおとしものキャラクター*ソング*アルバム』「キミにChop!!!」（編曲）
- 『FAIRY TAIL』キャラクターソングコレクションVOL.2「OPEN THE GATE」（作曲）
- 『BLAZBLUE SONGACCORD#1 with CONTINUUM SHIFT』
  - 「烈風」（編曲）
  - 「Oriental Flower ～華となれ～」（編曲）
  - 「Queen of rose ～真紅の傍観者～」（編曲）
- 『THE IDOLM@STER MASTER SPECIAL WINTER「Large Size Party」（編曲）
- アニメ『真*恋姫†無双』キャラクターマキシシングル二「勇星乱舞 -You Say Love!-」（編曲）
- PCゲーム『俺たちに翼はない』イメージソングアルバム「Red princess destiny」（編曲）
- 片霧烈火 Single『闘艶結義～トウエンノチカイ～』c/w「そばにいる」（編曲）
- アニメ『乃木坂春香の秘密 ぴゅあれっつぁ♪』OP主題歌「挑発Cherry Heart」（編曲）
- エクリップス「nO limiT」「二人の約束」「COSMOS」（編曲）
- 『VitaminZ キャラクターソングCD』
  - 「Action a gogo」（編曲）
  - 「Single Match」（編曲）
  - 「Handmade Life」（編曲）
- アニメ『フレッシュプリキュア!』ボーカルアルバム1（編曲）
  - 「フレッシュプリキュア*サンチャイルド」（作編曲）
  - 「(^^)ハナマルスマイル(^^)」（作曲）
- アニメ『ストライクウィッチーズ』秘め歌コレクション5「Guilty Optimists」（編曲）
- アニメ『とある魔術の禁書目録』 アーカイブズ1「私らしくあるためのpledge」（編曲）
- 中河内雅貴 Album『Cheers!!』「Shooting Star」（作曲）
- 関智一 Album『LOVARIOUS』
  - 「夕暮れ」（作編曲）
  - 「Hello」（編曲・ギター）
  - 「Dance in the mirror」（編曲・ギター）
  - 「ROSE」（編曲・ギター）
  - 「in my life」（編曲・ギター）
  - 「Ring～約束～」（編曲・ギター）
  - 「Truth」（編曲・ギター）
  - 「I'll be here」（編曲・ギター）
  - 「祈りのうた」（ギター）
  - 「君に贈る歌」（ギター）
- アニメ『あかね色に染まる坂』EDテーマ「Confusion...」（編曲）
- アニメ『To LOVEる-とらぶる-』Variety CD
  - その2「GOLDEN TRANCER」（編曲）
  - その3「My name is "YAMI-chang"」（編曲）
  - その5「うぃっス！カタルシス」（編曲）
- アニメ『仮面のメイドガイ』キャラクターソング3「切なさはBlizzard」（編曲）
- アニメ『BUS GAMER』ボーカルファイル「Stage」（作曲）
- アニメ『乃木坂春香の秘密』キャラクターソング4「ご奉仕いんすぱいぁ」（編曲）
- 『THE IDOLM@STER MASTER LIVE 02 REM@STER-B』 「It's Show」（編曲）
- 『THE IDOLM@STER MASTER LIVE 04 my song』 「inferno」（編曲）
- 玉置成実「MY WAY / Sunrize」シングル「Sunrize」（作編曲）
- 浜田翔子「素敵が始まるよ」（編曲）
- 小清水亜美アルバム「ナチュラル」収録曲 3曲（作編曲）
- mimeeアルバム「夢二胡楽園」収録曲１曲（作編曲）
- 「瀬戸の花嫁 キャラクターソング」
  - 1 「Brand-new mind」 （Vo 瀬戸燦（CV.桃井はるこ））（作編曲）
  - 6 「らせん」 （Vo 不知火明乃（CV.喜多村英梨））（作編曲）
- アニメ「吉永さん家のガーゴイル」キャラクターソング（編曲）
- アニメ「うえきの法則」キャラクターソング「HIGHER」（編曲）、（ギター）
- ドラマCD「うえきの法則 The Law Of Rovert's 10」イメージソング（編曲・ギター）
- アルバム「GUILTY GEAR 2 OVERTURE オリジナルサウンドトラック Vol.2」（編曲）、（ギター）
- アルバム「GUILTY GEAR SOUND COMPLETE BOX」収録曲8曲（編曲）、（ギター）
- ドラマCD「GUILTY GEAR XX NIGHT OF KNIVES vol.1～vol.3」劇伴（作編曲）、（ギター）
- アルバム「リングにかけろ1 キャラクターソングス」収録曲2曲（編曲）、（ギター）
- ドラマCD「奥さまは魔法少女 魔法少女はアニエス?クルージェ?」イメージソング2曲（作編曲）、（ギター）
- 東芝府中ラグビー部応援歌 合田裕子
  - 「SS」（radiosonic）（プロデュース・編曲・ギター）
  - 「TRY」（radiosonic）（プロデュース・編曲・ギター）
- アルバム「「私」であるための憲法前文」内収録「私の憲法前文/平和の叫び」（作編曲・プログラミング・ギター）
- ドラマCD「Hard Days Nights」イメージソング「Distance」（作編曲・ギター）
- ドラマCD「PAPUWA ようこそパプワ島へ!」内収録「海の唄 空の声」（編曲・ギター）
- ＴＶアニメ「幻影闘士バストフレモン」エンディングテーマ
- 合田裕子
  - 「HEART2」（radiosonic）（プロデュース・編曲・ギター）
  - 「羽根」デビューシングル（radiosonic）（プロデュース・編曲・ギター）
  - 「紫（パープル）-FrK.Re-Arr.Ver.」（radiosonic）（プロデュース・編曲・ギター）
- アニメ「最終兵器彼女」Special Edition「地球の果て」（東芝EMI）（ギター）
- パチスロミュージックCD「Sammy MEGA MIX」アルバム（Sammy）（編曲・ギター）
- ゲーム「GUILTY GEAR ISUKA」（劇伴・作編曲・ギター）
- 望月久代「秘密」（編曲・ギター）
- ウルトラキャッツ「どうせ、、、」（SME）（ギター）
- 「GoGoカルビ君」大平シロー&シスタ（avex）（編曲・ギター・ウクレレ）
- アニメ「最終兵器彼女」サントラ、ガット（ギター）
- 「劇場版 最遊記 キャラクターソング」2曲 （作曲）
- ロデオメガミックス（Sammy）「サラリーマン金太郎シリーズ」2曲（編曲）、（ギター）
- 「デビルチルドレン」（作編曲・ギター）
- 「至福千年期」見良津健雄とおたっしゃ倶楽部（ギター）
- 「ローランド／オーシャンビュー vol 3」（作編曲・ギター）
- 「Do it love again／山梨RYOHEI」（編曲・ギター）
- 「神様のいたずら」（BGM・ギター）
- 「ローランド／2001」（作編曲・ギター）
- シングル「ミニスカパン」（アコースティック・ギター）
- 周防玲子「きいてアロエリーナ きいてマルゲリータ」（SME）（編曲・ギター）